# Гуцисько (гміна Бодзентин)
Гуцисько (пол. Hucisko) — село в Польщі, у гміні Бодзентин Келецького повіту Свентокшиського воєводства.
Населення — 207 осіб (2011).
У 1975—1998 роках село належало до Келецького воєводства.

## Демографія
Демографічна структура на день 31 березня 2011 року:
|          | Загалом | Допрацездатний вік | Працездатний вік | Постпрацездатний вік |
| -------- | ------- | ------------------ | ---------------- | -------------------- |
| Чоловіки | 106     | 18                 | 78               | 10                   |
| Жінки    | 101     | 15                 | 58               | 28                   |
| Разом    | 207     | 33                 | 136              | 38                   |